# Ambrosius Bogbinder
Ambrosius Bogbinder var borgmester i København (død 1536).
Han voksede op i København og var en ivrig tilhænger af Christian II. I reformationsårene lod han sig gribe af tidens nye tanker, både i demokratisk og religiøs henseende, men var samtidig fanatisk og yderliggående. Han blev borgmester i København i 1529, og i samme år kom Hans Tausen til byen. Under de stridigheder, der snart opstod med den katolske kirke, stod Ambrosius Bogbinder i spidsen for en borgerskare, der 3. juledag 1530 trængte ind i Vor Frue Kirke og vandaliserede kirkerummet ved at ødelægge billeder og andet inventar. Det var for meget, og da truslen fra den fordrevne konge Christian den II i 1531 blev faretruende, blev han fjernet fra stadens råd.
Da grev Christoffer af Oldenburg ankom til København under Grevens Fejde i 1534, blev Ambrosius Bogbinder igen borgmester og spillede en betydende politisk rolle. Han stod i nær forbindelse med Lübeck, og under den følgende belejring af København lykkedes det ham at slippe ud af byen og over Lübeck at nå til Nederlandene, hvor han anmodede om kejserlig hjælp. Han vendte tilbage til København og var en fanatisk aktør i den belejrede bys fortvivlede situation. Det påstås, at han lod landsknægtene nedhugge 150 borgere, som ønskede fred.
Da den udhungrede by i juli 1536 endelig gav op, fik Ambrosius Bogbinder tilstået en betinget amnesti, men da en enke til én af de henrettede borgere stævnede ham for drab, begik han selvmord.
Litterært nævnes Ambrosius Bogbinder i to korte afsnit i Johannes V. Jensens roman Kongens Fald.